# Великі Котяки
Великі Котя́ки (рос. Большие Котяки, чув. Вăрăмту) — присілок у складі Чебоксарського району Чувашії, Росія. Входить до складу Кшауського сільського поселення.
Населення — 341 особа (2010; 312 у 2002).
Національний склад:
- чуваші — 94 %